# Smukec
Smukec je zdrobljen lojevec. Smukec se uporablja predvsem zaradi drsnosti na primer za vzdrževanje gumijastih predmetov (da se ne zlepijo), igralnih kart in podobno. Smukec oziroma lojevec je sestavina številnih zdravil in pomožnih zdravstvenih sredstev, na primer posipa za dojenčke. 
Nekatera poročila navajajo, da uporaba smukca ni brez tveganja.
Obširneje o smukcu na spletni strani Ars Cosmetica.